# Perlesta leathermani
Perlesta leathermani és una espècie d'insecte plecòpter pertanyent a la família dels pèrlids.

## Etimologia
El seu nom científic honora la figura del naturalista i entomòleg David A. Leatherman.

## Descripció
- El mascle té el cap de color groc, les seues ales anteriors fan entre 8 i 9 mm de llargària i les membranes i nervadura de les ales són marrons.
- La femella és del mateix color que el mascle, tot i que més pàl·lida, i les ales anteriors fan entre 11 i 12 mm de llargada.[1]

## Reproducció
Els ous tenen forma oval.

## Distribució geogràfica
Es troba a Nord-amèrica: Carolina del Nord.